# Steve Fogen
Steve Fogen (* 28. September 1979 in Esch an der Alzette) ist ein ehemaliger Luxemburger Radrennfahrer, der auf der Straße und bei Querfeldeinrennen aktiv war.

## Sportliche Laufbahn
Steve Fogen begann seine Laufbahn beim Verein UC Dippach, dessen Mitglied er während seiner gesamten Karriere blieb. Sein erstes Rennen gewann er als Junior 1997 in Kopstal. 1998 startete er erstmals für die Nationalmannschaft Luxemburgs, er wurde 38. der Slowakei-Rundfahrt. Er wurde 1997 Luxemburger Cyclocross-Meister in der Juniorenklasse, drei Jahre später in der U23-Klasse. Auf der Straße wurde er im selben Jahr nationaler Meister im Zeitfahren. 1999 wurden die Spiele der kleinen Staaten von Europa in Luxemburg ausgetragen. Beim dortigen Straßenrennen siegte Fogen vor seinem Landsmann Christian Poos. Bei diesen Spielen wurde er 2001 nochmals Dritter im Straßenrennen und Zweiter im Zeitfahren. 2000 gewann er die nationale Meisterschaft im Zeitfahren. Er bestritt überwiegend Rennen in Frankreich und schloss sich zeitweilig einem französischen Verein (in Nogent-sur-Oise) an, wo er auch zeitweilig wohnte. Bei nationalen Titelkämpfen errang er einige weitere Podestplätze auf der Straße und im Querfeldeinrennen.
Später fuhr er für die französische Mannschaft Cofidis als Stagiaire. Im Jahr darauf gewann er zwei Etappen bei der Flèche du Sud und das Zeitfahren Chrono Champenois. 2002 war er auf einer Etappe der Spa Arden Challenge erfolgreich und wurde auch Dritter der Gesamtwertung. 2007 fuhr Fogen für das Luxemburger Continental Team Differdange und 2008 für das Professional Continental Team Preti Mangimi. In den folgenden Jahren trat er noch gelegentlich in diversen Altersklassenwettbewerben an.

## Erfolge – Straße
2000
- Luxemburger Meister – Einzelzeitfahren

2001
- zwei Etappen Flèche du Sud
- Chrono Champenois – Trophée Européen

## Erfolge – Cyclocross
1997
- Luxemburger Meister – Querfeldeinrennen (Junioren)

2000
- Luxemburger Meister – Querfeldeinrennen (U23)

## Teams
- 2000 Cofidis (Stagiaire)
- 2007 Continental Team Differdange (ab 13.05.)
- 2008 Preti Mangimi

## Doping
2002 erhielt Fogen nach einem positiven Dopingtest eine Sperre von sechs Monaten.